# Рудольф Фіртль
Рудольф Фіртль (нім. Rudolf Viertl; 12 листопада 1902, Швехат, Австро-Угорщина — 9 грудня 1981, Відень, Австрія) — австрійський футболіст, що грав на позиції нападника, зокрема, за клуб «Аустрія» (Відень), а також національну збірну Австрії.
Триразовий володар Кубка Австрії. Дворазовий володар Кубка Мітропи.

## Клубна кар'єра
Народився 12 листопада 1902 року в місті Швехат. Вихованець футбольної школи клубу Neukettenhof.
У дорослому футболі дебютував 1924 року виступами за команду клубу «Зіммерингер», в якій провів чотири сезони.
Своєю грою за цю команду привернув увагу представників тренерського штабу клубу «Аустрія» (Відень), до складу якого приєднався 1928 року. Відіграв за віденську команду наступні одинадцять сезонів своєї ігрової кар'єри. За цей час тричі виборював титул володаря Кубка Австрії, ставав володарем Кубка Мітропи (двічі).
Під час войни захищав кольори команд «Германія Швехат» і «Брунн». В останньому і завершив професійну кар'єру.

## Виступи за збірну
1925 року дебютував в офіційних матчах у складі національної збірної Австрії. Протягом кар'єри у національній команді, яка тривала 13 років, провів у її формі 16 матчів, забивши 4 голи.
У складі збірної був учасником чемпіонату світу 1934 року в Італії де зіграв проти Франції (3-2), Угорщини (2-1), Італії (0-1) і Німеччини (2-3).
Помер 9 грудня 1981 року на 80-му році життя.

## Титули і досягнення
- Володар Кубка Австрії (3):

«Аустрія» (Відень): 1932–1933, 1934–1935, 1935–1936
- Володар Кубка Мітропи (2):

«Аустрія» (Відень): 1933, 1936